# Peter Facinelli

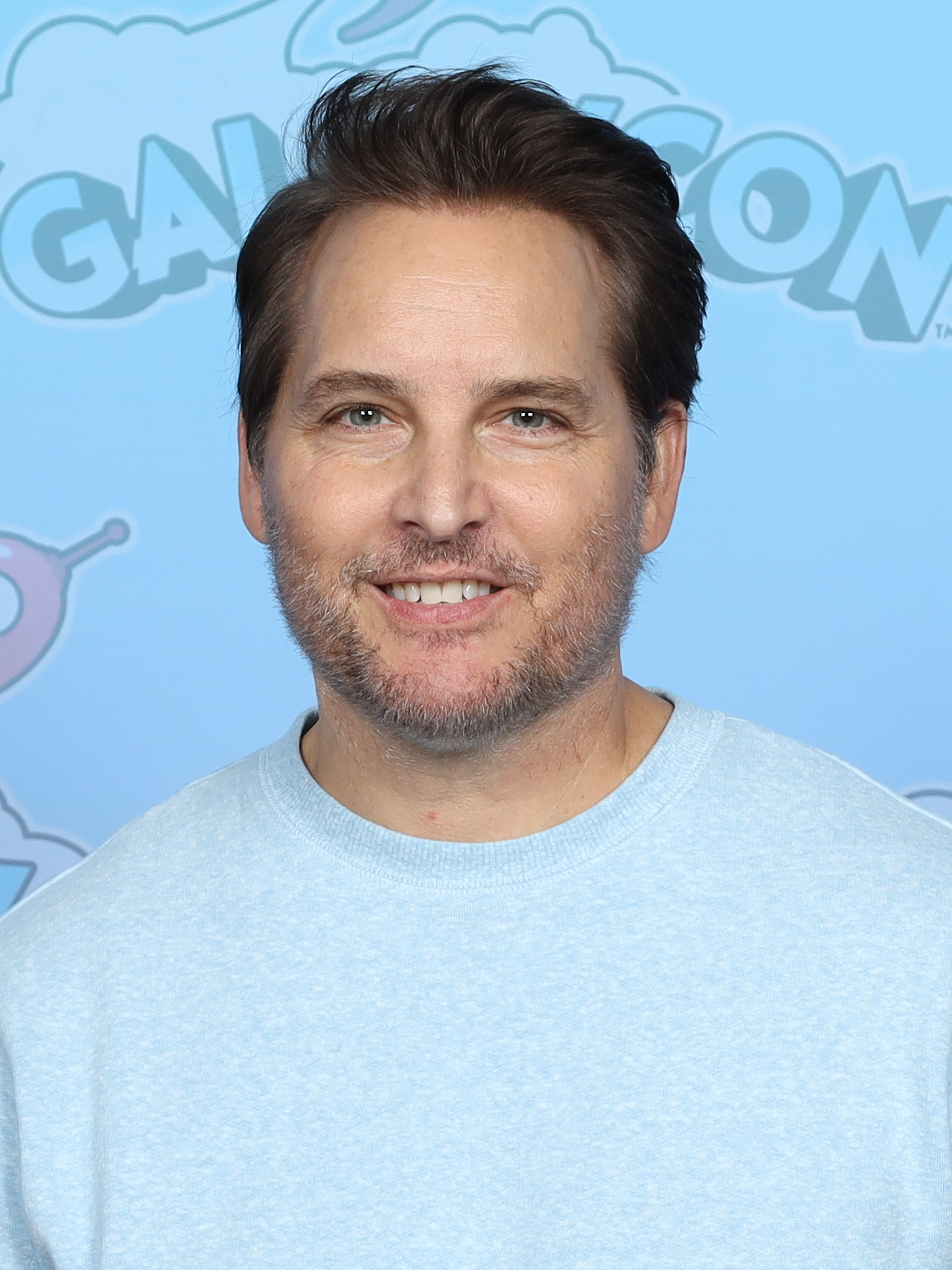
Peter Facinelli (2024)

Peter Facinelli (* 26. November 1973 in Queens, New York City) ist ein US-amerikanischer Schauspieler.

## Leben
Peter Facinelli hat italienische Vorfahren. An seinem ersten Jahr am College studierte er Jura, gab das Studium allerdings für die Schauspielerei auf. Seine Schauspielausbildung erhielt er an der Atlantic Theater Company Acting School in New York City.
Facinelli debütierte 1995 neben Vincent Gallo in dem Filmdrama Angela. In dem Film Foxfire (1996) spielte er an der Seite von Hedy Burress, Angelina Jolie und Jenny Shimizu. Bekannt wurde er durch die Fernsehserie Fastlane, die von 2002 bis 2003 auf dem Sender Fox lief. Für seine Rolle in der Serie Six Feet Under – Gestorben wird immer wurde er im Jahr 2005 gemeinsam mit dem Ensemble für den Screen Actors Guild Award nominiert. Ab 2008 spielte er in den Filmen der Twilight-Saga die Rolle des Dr. Carlisle Cullen, so auch 2012 im letzten Teil, Breaking Dawn – Biss zum Ende der Nacht, Teil 2.
Facinelli war ab 2001 mit der Schauspielerin Jennie Garth verheiratet. Sie haben drei Töchter. Im März 2012 gaben Facinelli und Garth ihre Trennung bekannt, 2013 folgte die Scheidung. Von 2012 bis 2016 war er mit der Schauspielerin Jaimie Alexander liiert. Im März 2015 gaben sie ihre Verlobung bekannt, im Februar 2016 dann ihre Trennung. Seit 2016 ist Facinelli mit Lily Anne Harrison zusammen. Das Paar ist seit 2019 verlobt und hat seit 2022 einen gemeinsamen Sohn.

## Filmografie (Auswahl)
- 1995: Law & Order (Fernsehserie, Folge 5x14)
- 1995: Angela
- 1995: Überleben in L.A. – Zahl für meinen Körper (Fernsehfilm)
- 1996: Blond ist die Rache (A Unfinished Affair)
- 1996: Foxfire
- 1996: Jimmys Tod – Und was kam danach? (After Jimmy, Fernsehfilm)
- 1998: Ich kann’s kaum erwarten! (Can’t Hardly Wait)
- 1998: Dancer, Texas Pop. 81
- 1999: Freunde bis in den Tod – End of Innocence
- 1999: The Big Kahuna – Ein dicker Fisch (The Big Kahuna)
- 2000: Beinahe ehrlich (Honest)
- 2000: Supernova
- 2001: Verführe mich! (Tempted)
- 2001: Stealing Time
- 2001: Unterwegs mit Jungs (Riding in Cars with Boys)
- 2002: The Scorpion King
- 2002–2003: Fastlane (Fernsehserie, 22 Folgen)
- 2004–2005: Six Feet Under – Gestorben wird immer (Six Feet Under, Fernsehserie, neun Folgen)
- 2006: Hollow Man 2
- 2007: Damages – Im Netz der Macht (Damages, Fernsehserie, acht Folgen)
- 2008: Finding Amanda
- 2008: Twilight – Biss zum Morgengrauen (Twilight)
- 2009: New Moon – Biss zur Mittagsstunde (The Twilight Saga: New Moon)
- 2009–2015: Nurse Jackie (Fernsehserie, 73 Folgen)
- 2010: Eclipse – Biss zum Abendrot (The Twilight Saga: Eclipse)
- 2011: Breaking Dawn – Biss zum Ende der Nacht, Teil 1 (The Twilight Saga: Breaking Dawn – Part 1)
- 2012: Loosies
- 2012: Breaking Dawn – Biss zum Ende der Nacht, Teil 2 (The Twilight Saga: Breaking Dawn – Part 2)
- 2013: Gallows Hill
- 2013–2014: Glee (Fernsehserie, vier Folgen)
- 2015: American Odyssey (Fernsehserie, 13 Folgen)
- 2015–2016: Supergirl (Fernsehserie, 14 Folgen)
- 2017: Gangster Land (In the Absence of Good Men)
- 2017: The Wilde Wedding
- 2017–2018: S.W.A.T. (Fernsehserie, vier Folgen)
- 2019: Magnum P.I. (Fernsehserie, Folge 2x11)
- 2019: Countdown
- 2019: Die LmaA-Liste (The F**k-It List)
- 2020: Vanished – Tage der Angst (The Vanished, auch Regie und Drehbuch)
- 2021: 13 Minutes – Jede Sekunde zählt (13 Minutes)
- 2022: God Save the Queens
- 2023: On Fire
- 2024: Dead Money